# 康氏白鰩
康氏白鰩（學名：Leucoraja compagnoi），為軟骨魚綱鰩目鰩科白魟屬的一種，分布於東南大西洋南非海域，深度480至625公尺，體長可達51.7公分，棲息在大陸坡海域，為底棲性魚類，肉食性，卵生，生活習性不明。